# Leszek Rowicki
Leszek Grzegorz Rowicki (ur. 1955 w Warszawie) – polski urzędnik, konsul generalny w Manchesterze (2017–2020).

## Życiorys
Ukończył Politechnikę Warszawską. Pracę w Ministerstwie Spraw Zagranicznych rozpoczął w Departamencie Łączności. Następnie był w Biurze Dyrektora Generalnego i Departamencie Konsularnym. Pełnił obowiązki konsula w Konsulacie Generalnym RP w Sydney (1995–1999), kierownika wydziału konsularnego ambasady RP w Tokio (2001–2005), będąc jednocześnie kierownikiem administracyjno-finansowym placówki, a także kierownika wydziału konsularnego ambasady RP w Hadze w latach 2007–2012. Pobyt w Hadze przypadł na okres napływu do Holandii około 150 tys. polskich imigrantów zarobkowych. Od 2015 do 2016 był naczelnikiem w Departamencie Konsularnym. Od 2017 do 31 sierpnia 2020 był konsulem generalnym w Manchesterze. 